# Buddleja cuspidata
Buddleja cuspidata är en flenörtsväxtart som beskrevs av John Gilbert Baker. Buddleja cuspidata ingår i släktet buddlejor, och familjen flenörtsväxter. Inga underarter finns listade i Catalogue of Life.